# Agrostocrinum hirsutum
Agrostocrinum hirsutum là một loài thực vật có hoa trong họ Thích diệp thụ. Loài này được (Lindl.) Keighery mô tả khoa học đầu tiên năm 2004.